# Pouillé (Loir-et-Cher)
Pouillé ist eine französische Gemeinde mit 786 Einwohnern (Stand: 1. Januar 2022) im Département Loir-et-Cher in der Region Centre-Val de Loire. Sie gehört zum Arrondissement Romorantin-Lanthenay und zum Kanton Saint-Aignan.

## Geographie
Pouillé liegt etwa 29 Kilometer südsüdwestlich von Blois am Fluss Cher, der die Gemeinde im Norden und Nordosten begrenzt. Umgeben wird Pouillé von den Nachbargemeinden Monthou-sur-Cher im Norden, Thésée im Osten und Nordosten, Mareuil-sur-Cher im Süden, Céré-la-Ronde im Südwesten sowie Angé im Westen.

## Bevölkerungsentwicklung
| Jahr                       | 1962 | 1968 | 1975 | 1982 | 1990 | 1999 | 2006 | 2018 |
| Einwohner                  | 626  | 602  | 635  | 657  | 720  | 754  | 791  | 796  |
| Quellen: Cassini und INSEE |      |      |      |      |      |      |      |      |

## Sehenswürdigkeiten
- Kirche Saint-Saturnin aus dem 11. Jahrhundert
- Gallorömische Siedlungsreste aus dem 1./2. Jahrhundert

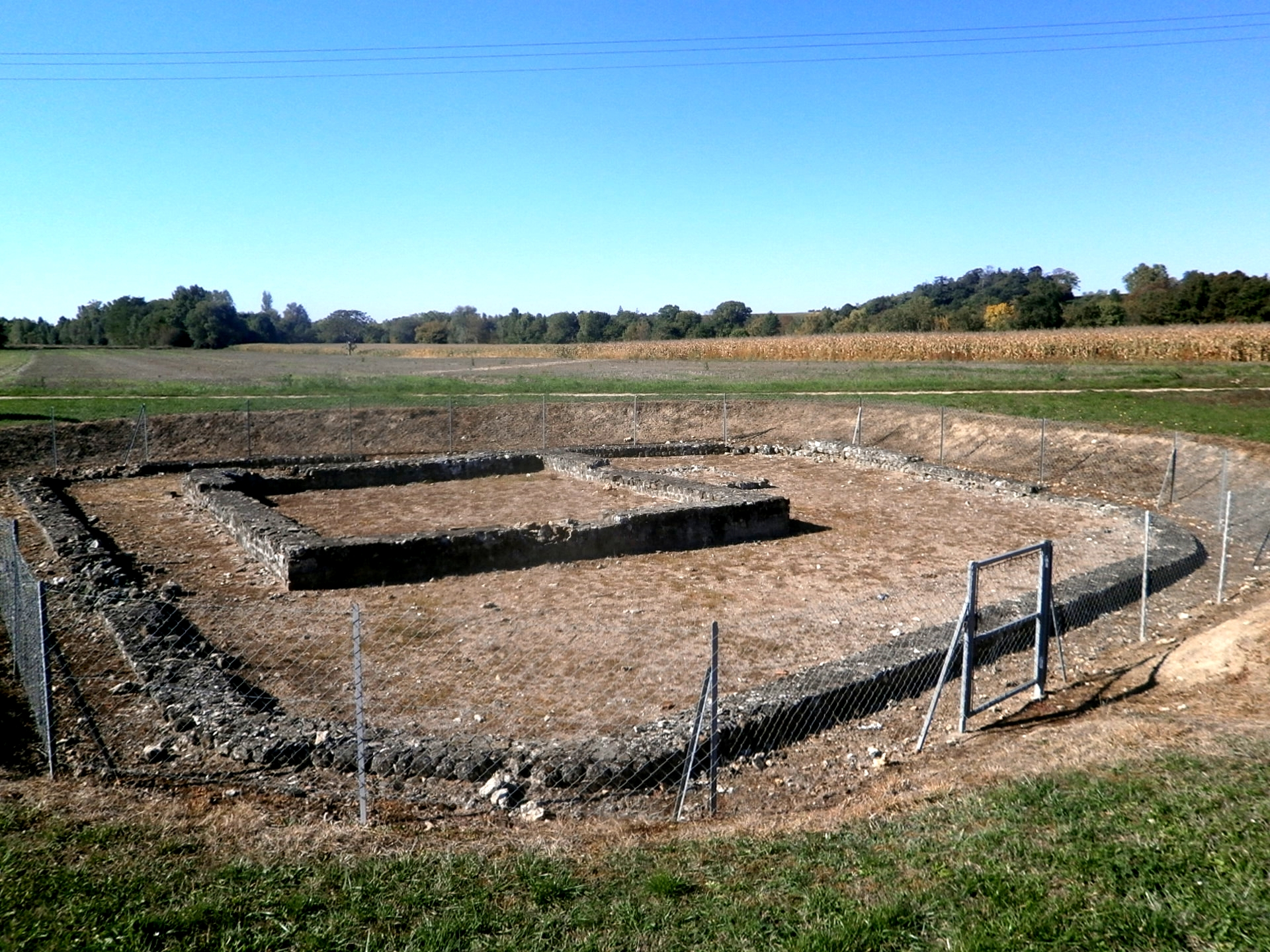
Ausgrabungsstätte gallorömischer Siedlungsreste